# Peter Larsson (football, 1984)
Pour les articles homonymes, voir Peter Larsson.
Peter Larsson est un footballeur suédois, né le 30 avril 1984 à Halmstad en Suède. Il évolue comme stoppeur.

## Sélection
- Suède : 2 sélections
- Première sélection le 13 janvier 2008 : Costa Rica - Suède (0-1)
- Dernière sélection le 19 janvier 2008 : États-Unis - Suède (2-0)

Peter Larsson obtient ses deux sélections en janvier 2008, lors du stage hivernal de la sélection nordique en Amérique du Nord.
Il participe aux deux matchs contre le Costa Rica et les États-Unis, dont un comme titulaire.
Lors du match contre le Costa Rica, il devient le 1000e joueur à porter les couleurs de la Suède. 

## Palmarès
FC Copenhague
- Champion du Danemark (2) : 2009, 2010
- Vainqueur de la Coupe du Danemark (1) : 2009

 Helsingborgs IF
- Champion de Suède (1) : 2011